# Battir
Battir (arab. بتير; hebr. בתיר) – wioska w muhafazie Betlejem w Autonomii Palestyńskiej.

## Położenie

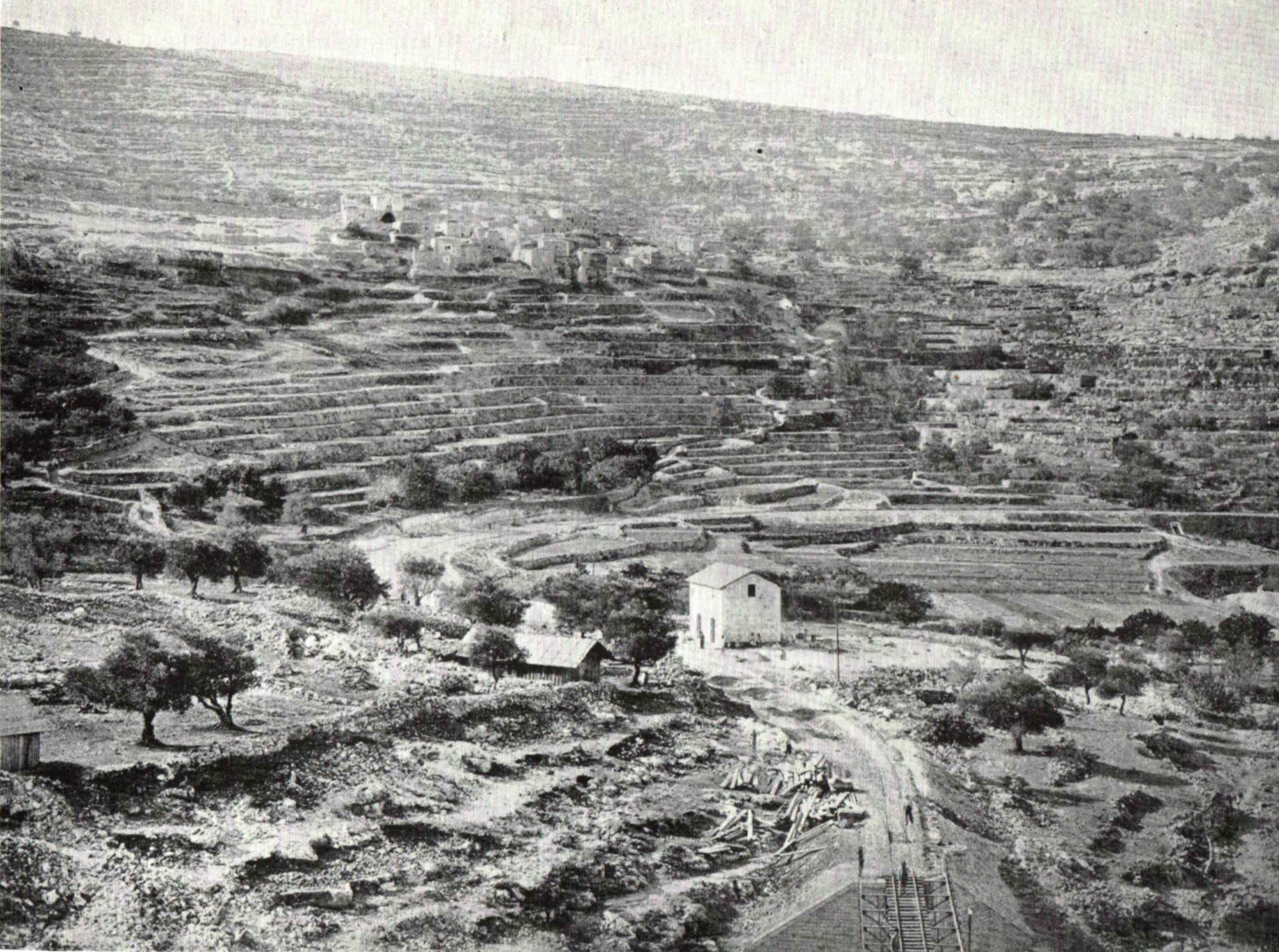
battir 1893

Miasteczko jest położone na zboczach wzgórza na wysokości około 720 metrów n.p.m. w zachodniej części Judei. Po stronie północnej znajduje się wadi strumienia Refaim, a na zachodzie wadi strumienia Beitar. Dnem wadi przebiega zielona linia z wybudowanym murem bezpieczeństwa, stanowiącym granicę pomiędzy Autonomią Palestyńską a Izraelem.
W jego otoczeniu znajduje się miasto Bajt Dżala, miasteczka gminne Ad-Dauha, Al-Chadr i Husan, wioska al-Walaja, oraz osiedle żydowskie Har Gillo. Po stronie izraelskiej są moszawy Mewo Betar i Amminadaw.

## Historia
Podczas I wojny izraelsko-arabskiej Izraelczycy zajęli wioskę w dniu 17 lipca 1948. Ostatecznie linia frontu ustabilizowała się w odległości zaledwie kilku metrów na zachód od wioski. Po wojnie wieś znalazła się na terytorium okupowanym przez Transjordanię. Po Wojnie sześciodniowej w 1967 przeszła pod okupację izraelską. Na podstawie Porozumienia z Oslo, w 1995 utworzono Autonomię Palestyńską. Następnie wioska Battir została przekazana pod palestyńską administrację.

## Miasta partnerskie
- Luton, Wielka Brytania